# Alectra avensis
Alectra avensis är en snyltrotsväxtart som först beskrevs av George Bentham, och fick sitt nu gällande namn av Elmer Drew Merrill. Alectra avensis ingår i släktet Alectra och familjen snyltrotsväxter. Inga underarter finns listade i Catalogue of Life.